# اچ‌ام‌اس وگا (ال۴۱)
اچ‌ام‌اس وگا (ال۴۱) (به انگلیسی: HMS Vega (L41)) یک کشتی بود که طول آن ۳۰۰ فوت (۹۱٫۴ متر) بود. این کشتی در سال ۱۹۱۷ ساخته شد.